# نادي ماريتسا بلوفديف
نادي ماريتسا بلوفديف (بالبلغارية: ФК Марица Пловдив )‏ هو نادي كرة قدم بلغاري تأسس في 21 سبتمبر 1921 ، يقع مقره الرئيسي في بلوفديف، ويلعب في Third Amateur Football League (Bulgaria) ‏.